# Christophorus 10
Christophorus 10 ist die Bezeichnung für den Standort eines Notarzthubschraubers des Christophorus Flugrettungsvereins unter dem Dach des Österreichischen Automobil-, Motorrad- und Touring Clubs. Der Hubschrauber des Typs Eurocopter EC 135 ist auf dem Flughafen Linz stationiert.
Der Christophorus 10 ersetzte am 1. April 2001 den seit 1988 von dem Bundesministerium für Inneres an der Flugeinsatzstelle Linz eingesetzten Notarzthubschrauber Martin 2. Die Flugeinsatzstelle selbst besteht bereits seit 1975. 2001 wurde der neue Eurocopter EC 135 anstelle der bisherigen Maschine des Typs Écureuil AS 355 in den Dienst gestellt. Im Jänner 2003 wurde der neu errichtete Stützpunkt auf dem Gelände des Flughafens in Linz bezogen. Dieser wurde von dem Land Oberösterreich gebaut und dient zugleich weiterhin als Flugeinsatzstelle.
Die tägliche Einsatzbereitschaft dauert von 6 Uhr bis zum Ende der bürgerlichen Abenddämmerung. Der Christophorus 10 wird zu etwa 900 bis 1200 Einsatz pro Jahr primär durch die Leitstellen Niederösterreich und Linz-Mühlviertel alarmiert. Das ärztliche Personal für den Hubschrauber wird durch den Med Campus III des Kepler Universitätsklinikums gestellt.
Die eingesetzte Maschine des Typs H135 wird aus dem Flottenpool des Christophorus Flugrettungsvereins gestellt und wird je nach Wartungsbedarf regelmäßig durch eine andere baugleiche Maschine ersetzt.